# 羅尚正
羅尚正（英語：Ted Lo Sheung Ching），香港資深音樂人，香港爵士樂會會員，香港歌手側田的三叔，曾替側田及多位歌手編曲。

## 背景

### 早年生活
1976年，羅尚正畢業於波士頓柏克萊音樂學院（Berklee School of Music)，主修編曲及作曲。1979年移居紐約市，從事特約爵士鋼琴手工作。其兄長都讚他是一個鋼琴天才。他21歲時就讀Berklee College of Music in Boston，同年，他參與第一次大碟錄音，伙拍長號手Raul de Souza，大碟名為Colors。
羅尚正第一個大型現場音樂會是和Herbie Mann團隊合作。及後又加入了Ron Carter四重奏。之後職業為歌手伴奏錄音工作，合作音樂人有Michael Franks、Herbie Hancock、Joe Lovano、Dave Valentine、Michael Brecker、Jack DeJohnette、Tania Maria、Gregory Hines，Eric Gale、Flora Purim、 Airto Moreira、Phyllis Hyman、Noel Pinter、Astrud Gilberto、Kenny Werner、Earl Klugh、Larry Coryell等等。

### 事業發展
Ted Lo現居於香港，在音樂界發展多元化音樂人、作曲人、製作人的事業。Ted Lo亦曾和本地歌手合作，如林子祥、葉倩文、陳奕迅、林憶蓮，在本地音樂界有一定地位。流行曲編曲作品有愛與誠、無言無語、命硬、最好的時光、愛回家、三十日、傷追人、一刻永恆、在你遙遠的附近等等。
2003年，羅尚正介紹側田給雷頌德，並成功將他成為歌手，Ted Lo曾為金牌大風旗下歌手包括側田，方力申等編曲，尤其是側田。2009年獲鍾一匡、鍾一諾（鍾氏兄弟）邀請，在他倆首張福音大碟《鐘聲》內的《赤子之心》一曲作編曲及彈鋼琴，為首次參與基督教音樂的作曲（根據Music 2000的官方Youtube賬戶資料，Ted Lo第一首基督教音樂編曲作品為《愛是不保留》）。

## 編曲作品
1992年
- 杜德偉 - La La Means I Love You
- 杜德偉 - Love Me Tender（與杜德偉合編）
- 杜德偉 - I Just Called to Say I Love You（與杜德偉合編）
- 杜德偉 - Christmas Song（與杜德偉合編）
- 杜德偉 - Since I Fell For You
- 溫碧霞 - 痴心

1993年
- 許志安 - 愛在一程車的時間
- 蘇　芮 - 共你爸爸再會時

1994年
- 許志安 - 不嗟不怨
- 許志安 - 遲到的情人
- 彭　羚 - 把你怨恨
- 彭　羚 - 今生不再
- 彭　羚 - 當初手牽手
- 鄭秀文 - 飛
- 黎瑞蓮 - 離開的最後離開

1995年
- 許志安 - 從你祝福中離開
- 蘇永康 - 我不喜歡打領呔

1996年
- 伍詠薇 - 我沒有哭過
- 呂　方 - 為她......
- 呂　方 - 還有一個愛你的人
- 李克勤 - 秋止符
- 李樂詩 - 老地方
- 夏韶聲 - 火種
- 夏韶聲 - 怎麼會這樣
- 張信哲 - 感謝您
- 梁詠琪 - 旅程（與Adrian Chan合編）
- 莫文蔚 - 浮沙
- 陳漢詩 - 還想你
- 葉蒨文 - 福氣
- 葉蒨文 - 自信
- 蔣卓樂 - 東拉西扯
- 鄭伊健 - 甘心替代你（與陳光榮合編）
- 鄭伊健 - 無限空間（與葉逸寧合編）
- 譚耀文 - 歡天喜地留給你
- 蘇永康 - 放肆

1997年
- 王　菲 - 雲端
- 呂　方 - 回頭一看
- 李克勤 - 在我身邊
- 李偉菘 - 我終於傷心夠
- 李偉菘 - 我終於傷心夠（國）
- 胡蓓蔚 - 為什麼（與Pal合編）
- 張智霖 - 流連
- 許志安 - 男人的感慨
- 許志安 - 值得等
- 許志安 - 愛得辛苦
- 楊采妮 - Love Don't Cry
- 楊采妮 - BONJOR MY LOVE
- 楊采妮 - 紐約的日與夜
- 楊采妮 - 尋寶
- 譚小環 - 往日情歌
- 蘇永康 - 誰肯認命
- 蘇永康 - 平均分
- 蘇永康 - 一想妳便醉
- 蘇永康 - 從來未發生（管弦版）
- 蘇永康 - 獨立宣言

1998年
- 古巨基 - 來年來日
- 梁漢文 - 星火
- 梁漢文 - 像個聽話的孩子
- 陳曉東 - 流星.森林.雨（與黃尚偉合編）
- 劉愷威 - 偷進你的夢
- 劉愷威 - 情詩
- 劉愷威 - 偷進你的夢（Summer Version）
- 劉德華 - 我要你的每天
- 劉德華 - 好日子
- 盧巧音 - 垃圾（與陳輝陽合編）
- 譚小環 - 突然想起你
- 蘇永康 - 因我太好

1999年
- 何嘉莉 - I Believe
- 吳國敬 - 理想對象
- 吳國敬 - 理想結婚（與孫偉明、何俊傑、神童合編）
- 李蕙敏 - 過敏
- 張柏芝 - 任何天氣
- 張柏芝 - 終止的開始
- 梁詠琪 - 我鐘意（Sunny Mix）
- 鄭秀文 - 愛你是我一生中理想
- 黎　明 - 知道，不知道（與雷頌德合編）
- 蘇永康 - 我女人

2000年
- 許志安 - 這樣那樣（與吳國敬、孫偉明合編）
- 劉德華 - 享用我的姓
- 劉德華 - 超友誼
- 劉德華、陳慧琳 - 我不夠愛你
- 黎　明 - 愛比我重要

2001年
- 方力申 - 就是這麼愛妳（The Balled）
- 張家輝 - 如何對你傾訴
- 張家輝 - 體溫
- 梁詠琪 - 煙花匯演（與Eric Kwok合編）
- 許志安 - 青蛙王子
- 許志安 - 妳看不起
- 楊千嬅 - 野孩子
- 劉德華 - 一壺鄉愁
- 鄭秀文 - 醫生與我
- 黎　明 - 中毒的愛情

2002年
- B2 - 失控
- B2 - 八卦
- 李克勤 - 榮譽勳章
- 李蘢怡 - 夜杜拜
- 許志安 - 徒然
- 陳司翰 - 旋轉門
- 陳慧琳 - 逃出生天
- 黃凱芹 - 好久不見
- 黃凱芹 - 難忘記
- 楊千嬅 - 塔羅迷
- 楊千嬅 - 可惜我是水瓶座（與雷頌德合編）
- 黎　明 - 好像在我耳旁
- 盧巧音 - 好心分手（與雷頌德合編）
- 盧巧音 - 很想當媽媽
- 盧巧音 - 至少走得比你早（與雷頌德合編）
- 盧永亨 - 愛是不保留
- 蕭正楠 - 重點情歌
- 蕭正楠 - 自閉
- 蕭正楠 - 樓下樓上
- 關心妍 - 仍想念你
- 關心妍 - Hope it is not too late
- 關心妍 - 數手指（與Watch Music合編）

2003年
- 古巨基 - 決戰十一（與側田合編）
- 古巨基 - 任天堂流淚
- 何韻詩 - 出生入死
- 李克勤 - 快樂藥
- 容祖兒、吳浩康 - 他都不愛我
- 梁漢文 - 一小時沖印
- 陳慧琳 - 她比我醜
- 陳慧琳 - 心服口服
- 陳慧琳 - 是我不好
- 麥浚龍 - 我的失戀女王
- 黃伊汶 - 戒男（Get the funk out mix）（與江港生合編）
- 黃凱芹 - 站在你那邊
- 黃凱芹 - 五月的聖誕樹（與李智勝合編）
- 楊千嬅 - 飛女正傳
- 蕭正楠 - 問題情人
- 關心妍 - 戰爭不是答案
- 關心妍、蕭正楠 - 特別鳴謝

2004年
- Eric Kwok、葉佩雯 - 幸福摩天輪（與Eric Kwok合編）
- 古巨基 - 愛與誠
- 古巨基 - 傷追人（與側田合編）
- 古巨基 - 大雄（Happy Ending）
- 陳慧琳 - 紙醉金迷（與雷頌德合編）
- 黃凱芹 - 不再分離
- 黃凱芹 - Just For You
- 黃凱芹 - 緣份
- 黃凱芹 - 流金歲月
- 黃凱芹 - 早晨
- 衛　蘭 - 一夜傾情
- 黎　明 - 不可一世（與雷頌德、側田合編）
- 黎　明 - 我是否還愛你（與側田合編）
- 黎　明 - 無痛失戀（與雷頌德、側田合編）
- 盧巧音 - 美麗在唱歌
- 應昌佑 - 我是否還愛妳（與側田合編）

2005年
- I Love You Boyz - 艾粒情歌
- 古巨基 - 一生何求
- 古巨基 - 明星
- 古巨基 - 還是覺得你最好
- 林憶蓮 - 還是我 還是你（與雷頌德合編）
- 林憶蓮 - 不敢奢想改變你（與雷頌德合編）
- 林憶蓮 - 聆聽（與雷頌德合編）
- 林憶蓮 - 再見悲哀（與Eric Kwok合編）
- 側　田 - 好人
- 側　田 - 我不是好人
- 側　田 - Loving You
- 側　田 - 命硬
- 側　田 - White Christmas（編、監）
- 側　田 - 好人（Original）
- 陳奕迅 - 新美人主義
- 陳奕迅 - 遇見了你
- 楊千嬅 - 長信不如短訊
- 劉浩龍 - 二等天使
- 鄭中基 - 無賴
- 鄧麗欣 - 不要離我太遠（Ver. 2005）
- 鄧麗欣 - 青山散步 Walkin' Aoyama
- 應昌佑 - 逢星期四
- 謝安琪 - 開卷快樂（與周博賢、林思聰合編）
- 謝安琪 - The One And Only（與林思聰合編）
- 關心妍 - 挪亞方舟

2006年
- Eric Kwok - 應承（與Eric Kwok合編）
- Eric Kwok - 晏（與Eric Kwok合編）
- Eric Kwok - 是但，求其，冇所謂（與Eric Kwok合編）
- Eric Kwok - 冇得彈（與Eric Kwok合編）
- Eric Kwok - 專登（與Eric Kwok合編）
- Eric Kwok - 論盡（與Eric Kwok合編）
- Eric Kwok - 應承（自己）
- I Love You Boyz - 歡樂粒宵
- 方力申 - 在你遙遠的附近
- 容祖兒 - 華麗邂逅（與Eric Kwok合編）
- 側　田 - 運
- 側　田 - 夢女
- 側　田 - 走音
- 側　田 - 得來不易
- 側　田 - You'll Shine Again
- 側　田 - 感動
- 側　田 - 頭條新聞
- 側　田、楊千嬅 - 橙色暑假
- 梁漢文 - 電梯男
- 許志安 - 你是我的銀河（與Eric Kwok合編）
- 陳敏之 - 秋雨甘霖
- 陳慧琳 - 一刀兩斷
- 楊千嬅 - 亦舒說
- 衛　蘭 - 愛你還愛你
- 鄭中基 - 美女與野獸
- 鄧穎芝 - 一個人的浪漫
- 鄧麗欣 - 自由自在
- 鄧麗欣 - 姊妹淘
- 謝霆鋒 - 毋忘我
- 謝霆鋒 - Forget Me Not
- 關楚耀 - 十年樹木（Midnight Version）
- 關楚耀 - 守護者

2007年
- 小　肥 - 幾分傷心幾分痴
- 方力申 - 吻感
- 古巨基 - 愛變了這世界襯衣
- 古巨基 - 一刻永恆
- 古巨基 - 愛回家
- 古巨基 - 護身符
- 吳雨霏 - 各行各路
- 吳雨霏 - 飛女正傳
- 李克勤 - 紙婚（feat. David Garrett on Violin）（與C. Y. Kong及Anthony Sun合編）
- 李克勤 - 父子（與Eric Kwok合編）
- 李克勤 - 花落誰家（與Eric Kwok合編）
- 李克勤 - 生命四重奏
- 李克勤 - 花落誰家（Earth Remix）（與Eric Kwok合編）
- 李克勤 - 相愛無門
- 林　峯 - 你並不孤單
- 洪卓立 - 直間恤衫
- 洪卓立 - 苦行僧（Day Mix）
- 唐素琪 - 沒有你還是愛你
- 容祖兒 - 愛一個上一課（Jazz Mix）
- 側　田 - 祝君好
- 側　田 - 貝殼
- 側　田 - 難關
- 側　田 - 卡通歌
- 張信哲 - 轉機
- 梁漢文 - 傾心
- 梁漢文 - 零時十幾分
- 梁靜茹 - 原來你也唱過我的歌
- 傅　穎 - 自作多情
- 楊千嬅 - 你是如此難以忘記
- 楊千嬅 - 傷追人
- 楊千嬅 - 命硬
- 楊千嬅 - 閉目入神
- 鄭中基 - 紅豆
- 鄧建明 - 女人的弱點
- 鄧麗欣 - 愛與痛的邊緣
- 鄧麗欣 - 分手的禮貌
- 薛凱琪 - 下次下次
- 鍾鎮濤 - 意想不到
- 關心妍 - 愛若微風
- 關楚耀 - 底牌
- 關楚耀 - 悲劇主義者
- 蘇永康 - 黑夜不再來

2008年
- 江若琳 - 任性（與Eric Kwok合編）
- 吳雨霏 - 暫借問
- 周吉佩 - 留班同學
- 胡杏兒 - 時間不等我
- 范萱蔚 - 一起愛 (最後勝利)
- 側　田 - 三十日
- 側　田 - 自身
- 鄭中基 - 怪胎
- 蘇永康 - 黑色禮服
- 蘇永康 - 汗香

2009年
- 方力申 - 最好的時光
- 方皓玟 - Table For Two
- 吳雨霏 - Here We Are（與阿正@RubberBand合編）
- 李克勤 - 在一起卻很寂寞
- 李克勤 - 服
- 李克勤 - 嫲嫲
- 李克勤 - 早餐A
- 李克勤 - 二十四城記
- 側　田 - 無言無語
- 鍾一匡、鍾一諾、羅敏莊 - 赤子之心
- 藍奕邦 - 奇珍異獸
- 藍奕邦 - 靈光
- 藍奕邦 - 向前走

2010年
- 朱紫嬈 - 公主病
- 李克勤 - 挨風科（與伍仲衡合編）
- 林奕匡 - 一個都不能少
- 泳　兒 - 還有一生的時間（與歐陽業俊合編）
- 側　田 - 原來你什麼都想要
- 側　田 - Second Best
- 側　田 - She's Out Of My Life
- 張敬軒 - 茶想曲
- 陳慧琳 - 幸福的快車（與雷頌德合編）
- 郭秀雲 - 自然色彩

2011年
- 吳雨霏 - 海枯石爛
- 梁漢文 - 花不會盛開
- 陳奕迅 - My Private Christmas Song（與舒文合編）
- 鍾氏兄弟、Watoto Children's Choir - 一無掛慮
- 蘇永康、鍾鎮濤 - 一段情

2012年
- 吳雨霏 - 人非草木
- 林　峯 - 頑石
- 林　峯 - 頑石點頭
- 胡渭康 - 為妳鍾情
- 陳僖儀 - 欠你
- 家家 - 靈魂化石

2013年
- 家　家 - 忘不記
- 側　田 - 硬仗
- 車婉婉 - 談笑風生
- 張敬軒、泳　兒、李代沫、大　山 - 聲音再遠都是愛
- 許靖韻 - 夜長話多
- 蔡卓妍 - 開麥拉
- 羅敏莊、鍾一諾 - 赤子之心
- 關楚耀 - 舊好

2014年
- AGA Feat. Gin Lee - 一加一
- AGA Feat. Gin Lee - 一加一（劇場版）（獨白：陳奕迅）
- 林子祥 - 床上的法國煙
- 泳　兒 - 愛我的人和我愛的人
- 泳　兒 - 星語心願
- 泳　兒 - 愛相隨
- 泳　兒 - 祝你一路順風
- 泳　兒 - 黑夜不再來
- 洪卓立 - 把砒霜留給自己
- 梁家輝、鄭伊健、陳慧琳 - 不如今晚
- 陳志嘉 - 無心戀戰（與Eric Kwok合編）
- 陳芷盈 - 得愛我
- 彭家麗 - 沒那麼簡單
- 馮允謙、謝文雅 - 以愛還愛
- 謝安琪 - 獨家村
- 鍾氏兄弟 - 瑪門
- 鍾舒漫 - 生命冊

2015年
- 岑寧兒 - You and I（與Jerald合編）
- 泳　兒 - Hello
- 泳　兒 - 擋不住的風情
- 泳　兒 - 對你愛不完
- 泳　兒 - 膽小鬼
- 泳　兒 - 絕
- 側　田 - 下次無下次
- 側　田 - 門徒
- 劉浩龍 - Mr. Wrong

2016年
- Sukie S - 印象
- Sukie S - 有了你
- 吳國敬 - 越吻越傷心
- 陳凱彤 - 少女時代
- 鄭欣宜 - 懶人包
- 鄧婉玲、謝文雅、李雯希、Hot Worshipper - 誰曾應許
- 羅力威 - 遠遠的愛（與伍仲衡合編）

2017年
- AGA - Nights Without You
- 尚　羚 - 打嗝歌
- 劉美君 - I'll Have To Say I Love You In A Song（與包以正合編）
- 劉美君 - (If Loving You Is Wrong) I Don't Want To Be Right
- 劉美君 - The Look Of Love
- 劉美君 - Girls Just Want To Have Fun
- 劉美君、林保怡 - 偷窺2017（與陳永良合編）
- 蘇永康 - 心裡日記
- 蘇永康 - 夢裡人
- 蘇永康 - 把你藏起來

2018年
- Gin Lee - 天地一沙鷗
- 古天樂、謝安琪 - (一個男人) 一個女人 和浴室

2019年
- 田蕊妮 - 半天假
- 田蕊妮 - 等

2020年
- Gin Lee - 開燈。熄燈（開燈版）
- Gin Lee - 開錯燈
- Gin Lee - 開燈。熄燈（熄燈版）
- 艾　妮 - 煙霧瀰漫
- 施匡翹 - 差不多小姐
- 劉美君 - 親密距離
- 衛　蘭 - 低半度

2021年
- RU - 聽風的歌
- 王菀之 - 儂本多情
- 容祖兒 - 煙花紀（與Kenix Cheang合編）

2022年
- 側　田 Feat. Eric Kwok - 老伙記
- 側　田 Feat. Ted Lo - 大象席地而坐
- 側　田 Feat. Ted Lo - 第一秒
- 許靖韻 - 最黑暗的光
- 李白Brad Li - Aloha

2023年
- Shandy Gan - Gilberto
- 秋　彤 - 夢
- 張國榮 - 最愛是誰 My Dearest
- 張國榮 - A Song For You